# 蘇托克斯科耶湖
56°15′N 29°07′E / 56.25°N 29.11°E
蘇托克斯科耶湖（俄语：Сутокское），是俄羅斯的湖泊，位於該國西北部，由普斯科夫州負責管轄，處於謝別日區，面積2.9平方公里，集水區面積343平方公里，平均水深5.6米，最大水深12.2米。